# ウィークリーニュースONZE
『ウィークリーニュースONZE』（ウィークリーニュースオンゼ）は、日本BS放送（BS11）で放送されていた生放送の報道番組。2013年4月7日開始、2016年3月27日終了。

## 概要
毎日新聞の全面協力（番組スポンサーでもある）。「1週間のニュースの総まとめ番組」を標榜する。ただし、その週に起こったニュースの振り返りよりも特集に時間が割かれており、平日の『報道ライブ21 INsideOUT』と構成が似ている。
スタジオは『報道ライブ21 - 』と共用している。
2015年4月12日〜10月1日にかけては、前座番組にあたる美少女戦士セーラームーンCrystal終了後に当番組のクロスプログラムを放送した。

## 出演者
キャスター
元村有希子（毎日新聞編集委員）
田野辺実鈴（フリーアナウンサー）
コメンテーター
山路徹（ジャーナリスト）
BizBuzコーナー担当
猪狩淳一（毎日新聞デジタル）

## 放送時間
日曜 18:00 - 18:54（JST）

## 内容・構成
- ニュース - 最新ニュースを伝える。
- NEWS素朴な疑問 - 関心の高い話題について掘り下げて解説する。
- 特集 - 放送時間の半分近くを占める。社会事象や経済の話題が中心。
  - 「アーサー・ビナード 日本人探訪」（月1回） - 日本の伝統文化を継承する人物にビナードが迫る。
- BizBuz - 毎日新聞デジタル運営サイトとの連動コーナー。
- ひとPerson - 何かに取り組む人物に密着。
- ONZEインフォメーション - 番組終了後のインフォマーシャル。田野辺実鈴のみ出演。